# Abschied (1968)
Abschied ist eine deutsche Literaturverfilmung der DEFA von Egon Günther aus dem Jahr 1968 und ein Schwarzweißfilm. Sie beruht auf dem gleichnamigen Roman von Johannes R. Becher.

## Handlung
Das Jahr 1914: Der junge Hans Gastl packt seine Sachen und geht. Sein Vater, der als Staatsanwalt in München arbeitet, wütet unterdessen gegen seinen ungeratenen Sohn, die Mutter resigniert. Dienstmädchen Christine holt eine Kaiserreichs-Flagge und verkündet stolz, dass Lüttich gefallen ist. Hans nimmt innerlich Abschied, von seiner Familie, seinen Freunden und seinem bisherigen Leben. Und er blickt zurück.
Schon als Schüler zeigte sich, dass er für seine bürgerliche Klasse aus der Art geschlagen war. Er war mit Arbeitersohn Hartinger befreundet und stiftete ihn zu allerlei Unsinn an. Er stahl seiner Großmutter Geld und brachte Hartinger dazu, mit ihm die Schule zu schwänzen und das Geld auf dem Jahrmarkt auszugeben. Am Ende wurde Hartinger als Dieb und Anstifter zum Schuleschwänzen vom Lehrer verprügelt. Auch als Hans gestand, dass er der Anstifter und Dieb war, glaubte man ihm nicht, da der Sohn eines Staatsanwalts so etwas nicht tun würde. Der standesbewusste und leidenschaftlich militaristische Vater unternahm mit dem Jungen Wandertouren, auf denen Schlachtensituationen nachgestellt wurden. Gelegentlich führte Hans seinen Vater dabei vor und bedrohte ihn vorgeblich zum Spaß. In den Ferien verreiste die Familie und Hans verliebte sich kindlich in das Hausmädchen Fräulein Klärchen. Er schenkte ihr Blumen und beide lasen zusammen Bücher. Der Vater setzte durch, dass Klärchen sofort entlassen wurde und vermutete, sein Sohn habe eine Affäre mit der jungen Frau gehabt.
Einige Jahre vergehen. Hans besucht inzwischen das Gymnasium und zählt dort zu den schlechtesten Schülern. Er schreibt gerne Gedichte, was sein Vater unterbinden will, und hat Umgang mit den noch schlechteren Mitschülern Feck und Freyschlag, deren derbe Späße Hans genauso anziehen wie abstoßen. Auf Fecks Bitten nach Geld hin bestiehlt Hans mal wieder seine Großmutter. Sie zeigt ihn bei seinen Eltern an und Vater Gastl zieht die Konsequenz: Hans wird in das Johannespensionat für schwer erziehbare Kinder der höheren Klassen gesteckt, auf dem eiserne Disziplin herrscht. Hans fängt sich und beginnt, das Schwimmen für sich zu entdecken. Er wird darin so gut, dass er sogar eine deutsche Meisterschaft gewinnt und von Prinz Alfons persönlich ausgezeichnet wird. Hans darf nach Hause zurückkehren. Unter Fecks Einfluss entdeckt er die Damenwelt für sich und beginnt eine Affäre mit der Tabakverkäuferin und ehemaligen Prostituierten Fanny Fuß. Er übernachtet bei ihr, doch wird sie kurze Zeit später von ihrem Zuhälter Kunik ermordet. Vater Gastl ist entsetzt, dass sein Sohn in Kontakt mit der Frau stand, tut jedoch alles, dass vom Verhör des Sohnes nichts an die Öffentlichkeit gelangt, da so auch sein Ruf gefährdet wäre. Überhaupt hat auch der befragende Richter ein viel größeres Interesse daran, Hans’ Beziehung zu Hartinger zu hinterfragen. Er gehört neben dem Juden Löwenstein zu Hans’ engsten Freunden, da Hans inzwischen wegen schlechter Leistungen die Schule ohne Abitur verlassen musste. Er hält sich nun häufig im Café Größenwahn auf, wo er eigene Gedichte vorträgt und von Schriftsteller Sack, Sängerin Magda und dem kokainsüchtigen Hoch in ihre Kreise aufgenommen wird.
Eines Tages erreicht die Cafébesucher die Nachricht, dass Erzherzog Franz Ferdinand und seine Frau ermordet wurden. Der lange für unmöglich gehaltene Krieg ist plötzlich da und die Euphorie unter den meisten jungen Männern der Stadt kennt keine Grenzen. Feck und Freyschlag, die wie Hans durchs Abitur gefallen waren, haben ihr Notabitur erhalten und sich freiwillig zum Krieg gemeldet. Auch Löwenstein sitzt bald als Soldat im Zug an die Front. Seine Mutter hat seine Meldung zum Kriegsdienst durchgesetzt, damit es nicht heiße, Juden würden sich vorm Kriegsdienst drücken. Nur Hartinger und Hans bleiben zurück, wobei Hans nicht glauben kann, dass sich wie Hartinger behauptet so viele Sozialdemokraten gegen den Krieg stellen. Zu Hause sind gerade die Eltern aus einem längeren Urlaub zurückgekehrt. Der Vater glaubt, dass Hans sich freiwillig zum Kriegseinsatz gemeldet hat, und ist stolz auf ihn. Die Mutter packt Hans’ Sachen, auch wenn sie weiß, dass er nicht in den Krieg gehen wird. Hans eröffnet dem Vater schließlich, dass er „euren Krieg“ nicht mitmachen werde.
Hans packt seine Sachen und geht für immer. Sein Vater wütet unterdessen gegen seinen ungeratenen Sohn, die Mutter resigniert.

## Produktion
Abschied beruht auf dem Roman Abschied von Johannes R. Becher. Der Film wurde ab 1967 in Berlin, Dresden, Leipzig, München, Potsdam sowie auf der Festung Königstein gedreht. Am Szenarium wirkte SED-Politiker Alexander Abusch beratend mit. Die Filmmusik stammt aus einem Requiem von Paul Dessau. Die Kostüme schuf Werner Bergemann, das Szenenbild stammt von Harald Horn, wobei die Bauausführung Heike Bauersfeld übernahm.
Der Film erlebte am 10. Oktober 1968 im Berliner Kosmos seine Filmpremiere und lief am 18. Oktober 1968 in den Kinos der DDR an. Er wurde mit dem Prädikat „Besonders wertvoll“ ausgezeichnet, jedoch bald aufgrund seiner Stilmittel kritisiert. Egon Günther und Günter Kunert hatten die Romanvorlage „als modernes satirisches Spektakel, antibürgerlich und pazifistisch zugleich“ umgesetzt. Auf dem 9. Plenum des ZK der SED am 24. Oktober 1968 wurde der Film scharf kritisiert, während im Neuen Deutschland kritische Leserbriefe zum Film lanciert wurden. Als der Film im Rahmen einer Festveranstaltung zu Ehren Johannes R. Bechers gezeigt werden sollte, verließ Walter Ulbricht kurz vor Beginn der Aufführung demonstrativ das Kino. Abschied wurde bereits nach kurzer Zeit aus den Kinos genommen und lief später nur noch gelegentlich in Einzelvorführungen.
Bereits am 29. November 1968 wurde er in Bochum an der Ruhr-Universität gezeigt. Während er im Fernsehen der DDR nie lief, zeigte ihn das ZDF am 24. Mai 1971 im bundesdeutschen Fernsehen. Im Jahr 2007 erschien der Film bei Icestorm auf DVD.

## Kritiken
Der film-dienst nannte Abschied „formal beachtlich, auch als gleichnishafte Satire auf die Emanzipation von einer versteinerten Obrigkeit interpretierbar“. Für Cinema war der Film eine „Ironie, Satire, Traumbilder, Erotik und Missachtung der revolutionären Idee […]. Fazit: Kluge Politparabel in poetischen Bildern“. Auch andere Kritiker schrieben, dass Günthers formale Experimente „gelegentlich in die Nähe des Kunstgewerbes“ geraten, während die Schilderungen aus dem Milieu des „bornierten Bürgertums […] beklemmend echt“ seien. Klaus Wischnewski bezeichnete den Film rückblickend als „hochinteressante[n], nicht durchweg gelungene[n], manchmal hektisch undeutliche[n], aber formbewußte[n] und vor allem in seiner Antibürgerlichkeit und antiautoritären Energie suggestive[n] Film“.